# 横断性脊髄炎
横断性脊髄炎（おうだんせいせきずいえん、英: Transverse myelitis、TM) は、脊髄の炎症である。症状は脊髄の炎症している部分によって異なる。症状には、手足の衰弱や痺れ、腸や膀胱の障害、腰痛、筋肉のけいれん、などがあげられる。症状が現れるまで数時間から数週間かかることがある。合併症には呼吸障害などがあげられる。
症例の60％は原因不明である。その他の症例は、免疫不全や他の炎症疾患など、さまざまな感染症に続いて発症する。特定の症例の根本的機序は自己抗体が関与していると考えられている。診断は症状に基づき、MRIと腰椎穿刺によって確認される。同様の症状がみられる他の疾患には、多発性硬化症、全身性エリテマトーデス、ビタミンB12欠乏症などがあげられる。
治療には、副腎皮質ホルモン、血漿交換、静脈内免疫グロブリン（IVIG）、シクロホスファミドなどが用いられる。痛みの緩和には、イブプロフェンやナプロキセンなどの鎮痛剤が使用される。一定期間の安静後の理学療法が効果的な場合がある。症例によっては完治する場合があるが、永久的に障害が残る場合もある。回復には最長3年かかることがある。
横断性脊髄炎はまれであり、年間100万人あたり約4人が罹患する。男女ともに罹患率は同等である。最も罹患率が高い年齢は10歳から20歳と30歳から40歳である。横断性脊髄炎の症状が最初に説明されたのは、1882年に英国の神経学者ヘンリー・チャールトン・バスティアンによる。